# پروه
پروه (به لهستانی:  Perły) یک روستا در لهستان است که در گمینا ونگوژوو واقع شده‌است.